# ای.سی.او.دی
ای. سی.او. دی (به انگلیسی: A.C.O.D.) فیلمی محصول سال ۲۰۱۳ و به کارگردانی استو زیچمن است. در این فیلم بازیگرانی همچون آدام اسکات، ریچارد جنکینز، کاترین اوهارا، ایمی پولر، کلارک دوک، جسیکا آلبا، جین لینچ، مری الیزابت وینستد و کن هاوارد ایفای نقش کرده‌اند.